# Mezőörményes község
Mezőörményes község (románul: Comuna Urmeniș) község Beszterce-Naszód megyében, Romániában. Központja Mezőörményes, beosztott falvai Coșeriu, Câmp, Gályavölgye, Kisújlak, Mezőújlak, Scoabe, Septér, Szarvadi szénafűdűlő, Völgytanya.

## Népessége
A 2011-es népszámlálás adatai alapján a község népessége 1949 fő volt.